# City & South London Railway

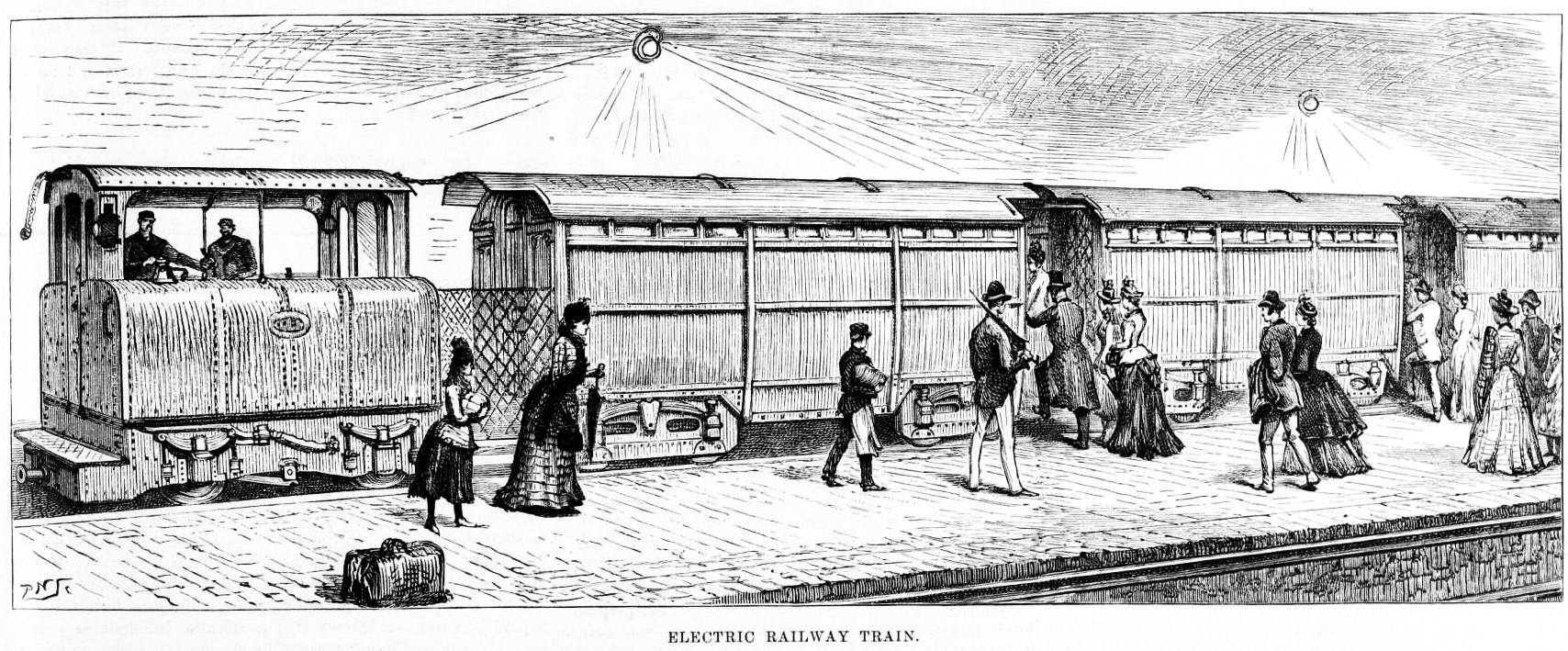
Een trein van de C&SLR

De City & South London Railway (C&SLR), voorafgaand aan de opening bekend als City of London & Southwark Subway, is de oudste diepgelegen metrolijn en tevens de eerste elektrische ondergrondse spoorweg van de wereld. Tegenwoordig is de lijn onderdeel van de Bank branch van de Northern Line van de Londense metro.
De lijn werd gebouwd onder leiding van James Henry Greathead en werd officieel geopend tussen Stockwell en King William Street (nabij Monument) op 4 november 1890. De lijn ging open voor het publiek op 18 december dat jaar.